# Оукланд (округ Сасквехана, Пенсилванија)
Оукланд (енгл. Oakland, Susquehanna County) град је у америчкој савезној држави Пенсилванија.

## Демографија
По попису из 2010. године број становника је 616, што је 6 (-1,0%) становника мање него 2000. године.
| Група             | 2000.       | 2010.       |
| Белци             | 607 (97,6%) | 598 (97,1%) |
| Афроамериканци    | 1 (0,2%)    | 3 (0,5%)    |
| Азијати           | 5 (0,8%)    | 4 (0,6%)    |
| Хиспаноамериканци | 1 (0,2%)    | 8 (1,3%)    |
| Укупно            | 622         | 616         |